# Conseil international pour l'éducation physique et la science du sport
Le Conseil international pour l'éducation physique et la science du sport (en anglais : International Council of Sport Science and Physical Education) est une organisation sportive internationale basée à Berlin, en Allemagne, fondée le 27 septembre 1958 à Paris, France. 
Elle est composée d'organisations gouvernementales et non gouvernementales exerçant dans leur pays dans les domaines du sport, de la science du sport, de l'éducation physique et des sports et loisirs ; de fédérations sportives internationales ; d'organisations internationales dans les domaines des sciences du sport, de l'éducation physique, et des sports et loisirs ; ainsi que des instituts de recherche et des écoles spécialisés dans l'éducation physique et la science du sport.
Le CIEPSS est membre associé de l'UAI. Il fait aussi partie des organisations reconnues par le CIO et il collabore avec l'OMS sur les grands projets.
Les objectifs fondamentaux du CIEPSS sont les suivants :
- Encourager la coopération internationale dans le domaine de la science du sport;
- Promouvoir, stimuler et coordonner la recherche scientifique dans le domaine de l'activité physique, l'éducation physique et le sport dans le monde et soutenir l'application de ses résultats dans divers domaines pratiques du sport;
- Mettre à la disposition des organisations nationales et internationales et des institutions, en particulier dans les pays en développement, les connaissances scientifiques sur le sport et les résultats des recherches pratiques ;
- Faciliter la différenciation dans les sciences du sport, tout en favorisant l'intégration des diverses branches entre elles.
- Mettre en œuvre et soutenir des initiatives visant des objectifs similaires à ceux poursuivis par le CIEPSS et lancées ou développées par toute organisation ou agence exerçant dans le domaine du sport.

Le CIEPSS est actuellement présidé par le professeur Margaret Talbot.

## Sources
- Steve Bailey, Science in the Service of Physical Education and Sport : The Story of the International Council of Sport Science and Physical Education 1956 - 1996, John Wiley and Sons, 1996, 342 p. (ISBN 0-471-96924-9)
- « Doll-Tepper Re-elected ICSSPE President », Paralympic.org, 9 août 2004